# Villa Waldhaus (Bad Niedernau)

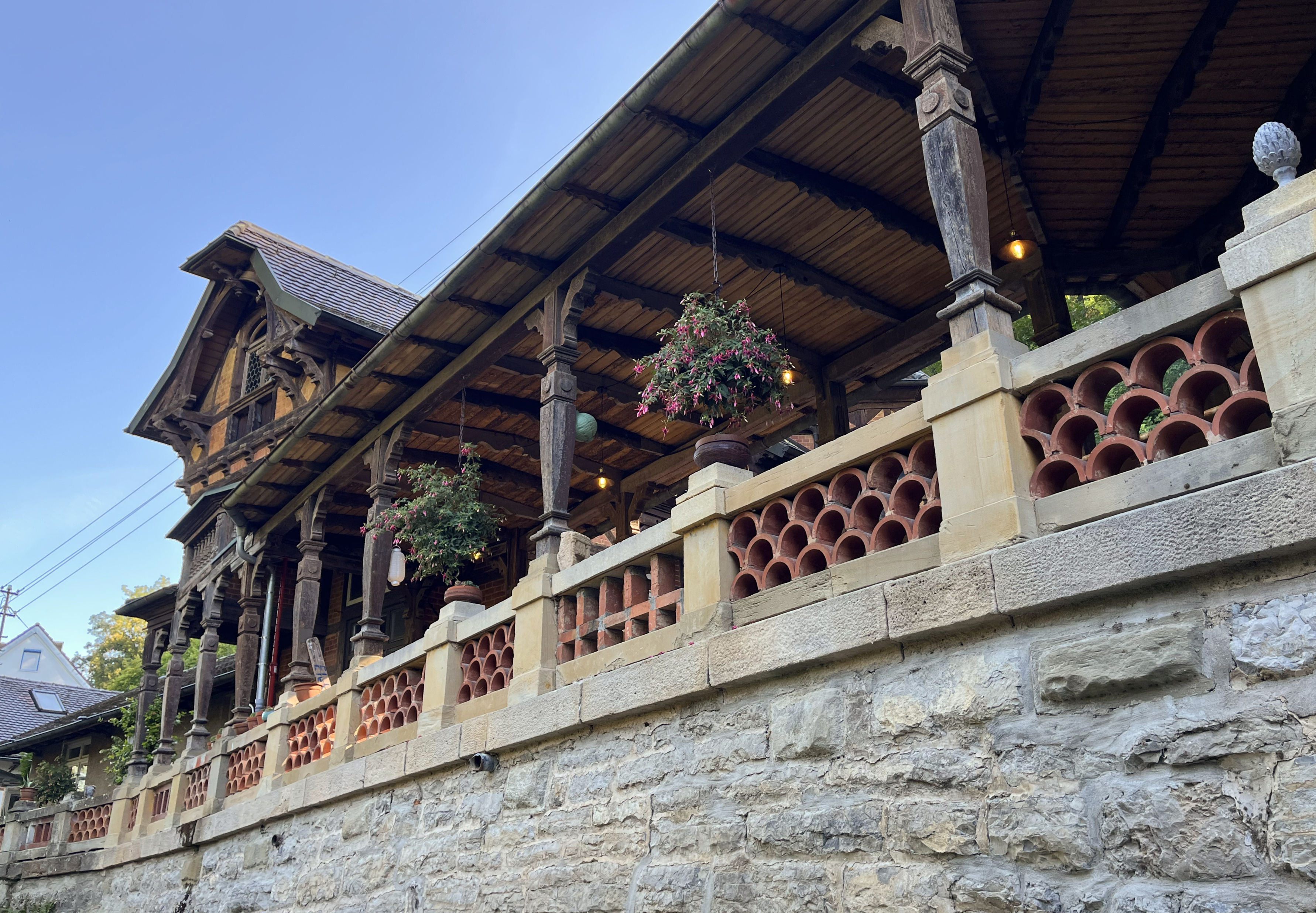
Wandelgang und Speisesaalgebäude des Anwesens

Die Villa Waldhaus liegt am südlichen Waldrand von Bad Niedernau im Katzenbachtal. Die Villa Waldhaus war der Landsitz des Bankiers Kilian von Steiner. Das Gebäude ist auch als Villa Steiner oder als ehemaliges Kriegererholungsheim bekannt. Es ist heute Teil der denkmalgeschützten Sachgesamtheit „Steinersches Anwesen“.

## Geschichte
Die Entstehung des Gebäudes geht zurück auf einen Lagerkeller der Familie Raidt, der 1846 zu einem Wohnhaus erweitert wurde. Der Tübinger Medizinprofessor Felix Niemeyer erwarb im Jahr 1864 das sogenannte „Waldhaus“ in Niedernau bei Tübingen und ließ es 1864/65 zu einer Landhausvilla im Schweizer Stil erweitern. Der Bankier Kilian Steiner aus Laupheim erwarb die Villa Waldhaus im Jahr 1877 von den Erben Niemeyers. Ab diesem Zeitpunkt wurde das Anwesen kontinuierlich ausgebaut und erweitert und ein Park angelegt.
1917 verkauften die Steiner das Anwesen an den Württembergischen Kriegerbund, der dort 1922 ein Kriegererholungsheim eröffnete. 1925 wurde das Gebäude nach Entwürfen der Rottenburger Architekten Martin Schilling (1896–1991) und Hans Lütkemeier (1898–1960) in der Formensprache des Expressionismus der 20er Jahre ein letztes Mal aufgestockt, mit einem Spitzgiebel versehen, und der Haupteingang wurde auf die Südseite verlegt. Das Bauprojekt war 1926 vollendet.
Nach dem Zweiten Weltkrieg bis 1954 diente die Villa als Flüchtlingslager und Erholungsheim für Kriegsversehrte. 1957 wurde die Steinersche Villa mit dem Garten, dem Wandelgang und dem sogenannten Fritz-Keller-Haus von der Kongregation der Armen Schulschwestern erworben, die dort ab 1958 eine Förderschule für Spätaussiedlerkinder mit angeschlossenem Internat betrieben. 1985 wurde die Schule geschlossen, für kurze Zeit war noch ein Amtsgericht hier untergebracht, dann stand das Gebäude leer.